# James D. Watson
James Dewey Watson (6 tháng 4 năm 1928) là một nhà sinh học phân tử, nhà di truyền học và nhà động vật học người Hoa Kỳ. Vào năm 25 tuổi, ông đã nổi tiếng với công trình khám phá ra cấu trúc DNA. Watson, Francis Crick và Maurice Wilkins đã được trao giải Nobel Sinh lý và Y khoa năm 1962 cho "sự khám phá của họ liên quan đến cấu trúc phân tử của nucleic acid và tầm quan trọng của nó cho việc trao chuyển thông tin trong vật chất sống". Từ thuở bé xíu, ông đã làm cho mọi người phải kinh ngạc về sự thông minh nổi trội của mình. James Watson đã từng học tại Đại học Chicago và Đại học Indiana, sau đó làm việc tại Phòng thí nghiệm Cavendish của Đại học Cambridge tại Anh, nơi mà ông đã gặp Francis Crick.
Năm 1956, Watson trở thành thành viên giảng dạy tại các phòng thí nghiệm của Đại học Harvard cho tới năm 1976, nhưng đến năm 1968 thì ông làm giám đốc phòng thí nghiệm Cold Spring Harbor tại Long Island, New York và chuyển trọng tâm nghiên cứu của trung tâm này sang nghiên cứu ung thư. Đến năm 1994 thì ông đã giữ chức chủ tịch của trung tâm này 10 năm và sau đó trở thành hiệu trưởng của nó cho đến năm 2007. Từ năm 1988 tới 2002, Watson làm việc với Viện Y tế Quốc gia, đóng góp cho việc xây dựng đề án liên quan đến di truyền của con người. Ông cũng đã viết rất nhiều sách khoa học, bao gồm những cuốn như The Molecular Biology of the Gene (1965) hay cuốn sách bán chạy nhất của ông The Double Helix (1968) nói về việc phát hiện DNA.
Vào tháng 1 năm 2019, sau khi phát sóng một bộ phim tài liệu truyền hình trong đó Watson lặp lại quan điểm của mình về chủng tộc và di truyền, CSHL đã thu hồi các danh hiệu danh dự mà viện đã trao cho ông cắt đứt mọi mối quan hệ với ông
Năm 1951, giáo sư Rosalind trở về Anh quốc, làm nghiên cứu về cấu trúc DNA tại King's college, London. Tại đây, cô gặp một đồng nghiệp là Maurice Wilkins, một nhà lí sinh học cũng nghiên cứu về DNA như cô, nhưng hai người thường bất đồng với nhau. Trong quá trình nghiên cứu, cô đã chụp được các bức hình của phân tử DNA bằng tia X. Cô trình bày kết quả này của mình vào tháng 10 năm 1951 tại một cuộc hội thảo ở King's college, lúc đó J. Watson và F. Crick - những người cũng đang kiếm tìm cấu trúc DNA cũng có mặt.
Tháng 2 năm 1953, Maurice Wilkins đã lén đưa cho J. Watson và F. Crick xem những bức ảnh về DNA được chụp bằng tia X của cô. Nhờ đó, Watson và Crick đã xây dựng được cấu trúc của phân tử DNA chỉ sau một tháng sau đó. Lúc đó, Rosalind cũng sắp giải đáp cấu trúc của phân tử này. Tháng 4 năm đó, hai ông đã làm chấn động giới khoa học bởi khám phá của mình. Sau khi Watson và Crick công bố mô hình về cấu trúc DNA, cô cảm thấy chán ghét môi trường làm việc ở đây và đã rời đến làm việc tại Birkbeck College. Tại đây, cô cũng dùng tia X để nghiên cứu về virus.
Năm 1956, cô bị ung thư buồng trứng và cô đã mãi mãi ra đi vào năm 1958, lúc này cô mới 37 tuổi. Không lâu sau khi cô mất, năm 1962, Watson, Crick, cùng với Wilkins đã được nhận giải Nobel Y học - giải thưởng danh giá nhất cho những đóng góp to lớn cho khoa học thế giới, về khám phá ra cấu trúc DNA. Chua chát thay, trong bài diễn văn lãnh giải, họ đã không một lời tôn vinh cô, và cảm ơn cô - người lẽ ra phải được nhận giải thay cho Wilkins, nếu cô còn sống đến năm 1962 !